# Florida Universitària
Florida Universitària és una universitat privada i una cooperativa amb seu a Catarroja. Fou fundada el 1977. Té un sol campus i ofereix formació en graus universitaris i cicles formatius.
Durant la seua història ha cooperat amb diverses entitats (Consum, FSC Inserta, Asociación de empresarias y profesionales de Valencia (EVAP), Vossloh, Universitat Politècnica de València i la Universitat de València) i així ho celebrà reconeixent amb un premi a aquestes l'any 2014.
El 2015 era sòcia de la Caixa Popular i obrí laboratori, ValenciaLAB, el mes de setembre.